# Sopubek Begalijew

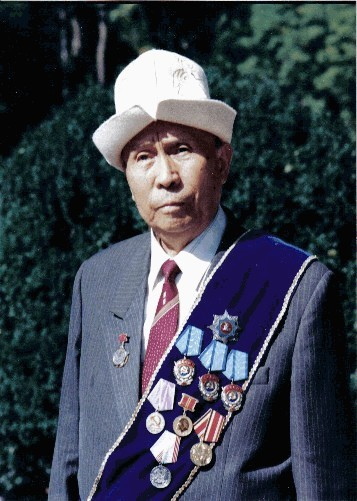
Sopubek Begalijew mit seinen Medaillen (2000)

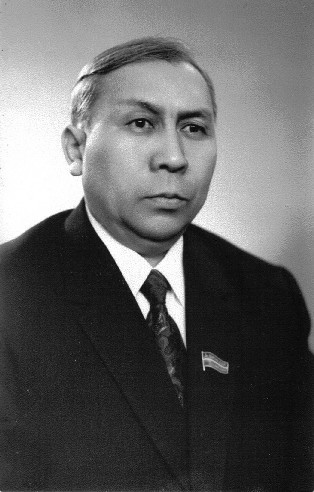
Sopubek Begalijew (1981)

Sopubek Begalijewitsch Begaliew (kirgisisch / russisch Сопубек Бегалиевич Бегалиев; * 29. März 1931; † 9. Oktober 2002) war ein sowjetisch-kirgisischer Ökonom und Politiker. Er war Gründer der Gemeinschaft der Völker in Kirgisistan, einer Organisation, die inter-ethnische Eintracht, öffentliche Ruhe und Ordnung sowie Einstimmigkeit fördert. Durch seine Bemühungen, gelang es Begalijew den Grundstein für eine starke und friedfertige Gesellschaft im Land zu schaffen. Andere Nachfolgestaaten der Sowjetunion folgten dem kirgisischen Modell.

## Leben und Karriere

### Sowjetzeit
Sopubek Begalijew wurde in dem Ort Tschon Tasch, Oblus Tschüi, Kirgisische SSR in der Nähe der kirgisischen Hauptstadt Bischkek geboren. Nach seinem Abschluss an der Moskauer Plechanow-Wirtschaftsakademie im Jahr 1954, begann er seine Karriere als Ökonom bei Gosplan, dem zentralen Komitee für Wirtschaftsplanung in der Sowjetunion. Dort stieg er 1960 zum Rang des stellvertretenden Vorsitzenden auf. Im Jahr 1962 wurde er Minister für Lokalwirtschaft und im Jahr 1963, aufgrund einer Umstrukturierung des Ministeriums, daraufhin Minister für Kommunalwirtschaft. Ein Jahr später kehrte er zu Gosplan zurück, wo er zum „Ersten Deputierten Vorsitzenden“ ernannt wurde.
Im Jahr 1968 diente Begalijew sowohl als stellvertretender Ministerpräsident der Kirgisischen SSR als auch als Vorsitzender von Gosplan. Über zwei Jahrzehnte führte er die Behörde der wirtschaftlichen Entwicklung dieser Region. Während seiner sowjetischen Karriere wurde Begalijew als Parlamentarier sechsmal wiedergewählt und erhielt dreimal den „Orden des Roten Banners der Arbeit“. Im Jahr 1979 wurde er durch den Titel „Ehrenwerter Nationalökonom der Kirgisischen SSR“ ausgezeichnet.

### Kirgisische Unabhängigkeit
Begalijew wurde 1991 die Position eines Beraters des Präsidenten der Sowjetunion auf dem Gebiet der wirtschaftlichen Kernfragen in Bezug auf zentralasiatischen Republiken angeboten. Jedoch hielt er diese Position nur kurze Zeit wegen des Zusammenbruchs der Sowjetunion im gleichen Jahr inne. Im selben Jahr erlangte Kirgisistan seine Unabhängigkeit Er diente daraufhin von 1991 bis 1994 als Berater für den Ausschuss für Wirtschaftsfragen der Kirgisischen Republik.
Sopubek Begalijew wurde 1994, dem ersten Kurultai (Kongress) aller ethnischen Gruppen in Kirgisistan, als Vorsitzender der Ratsversammlung der Bevölkerung der Kirgisischen Republik gewählt. Für die folgenden acht Jahre arbeitete er eng mit Max van der Stoel, dem OSZE-Hochkommissar für nationale Minderheiten und, seit Juli 2001, mit Van der Stools Nachfolger, Rolf Ekeus zusammen.
Im Jahr 1997 wurde Begalijew der Manas-Orden für sein Lebenswerk im Dienst der Öffentlichkeit verliehen sowie für seinen Beitrag zur Förderung der inter-ethnischen Eintracht und ebenso zur Förderung der Entwicklung der Volksversammlung im nun unabhängigen Kirgisistan. Vom russischen Präsidenten Wladimir Putin wurde er mit dem Orden der Freundschaft im Jahr 2001 ausgezeichnet.

## Auszeichnungen und Ehrungen
- Orden der Freundschaft
- Orden des Roten Banners der Arbeit (3×)
- Medaille für Ausgezeichnete Arbeit
- Jubiläumsmedaille „Zum Gedenken an den 100. Geburtstag von Wladimir Iljitsch Lenin“
- Medaille „30. Jahrestag des Sieges im Großen Vaterländischen Krieg 1941–1945“
- Medaille „Veteran der Arbeit“
- Manas-Orden